# Houldizy
Houldizy é uma comuna francesa na região administrativa de Grande Leste, no departamento Ardenas. Estende-se por uma área de 4,62 km². Em 2010 a comuna tinha 388 habitantes (densidade: 84 hab./km²).